# 朴燦弘
朴燦弘（韓語：박찬홍，1960年9月27日—），韓國電視劇導演。

## 作品列表

### 電視劇
- 1999年：KBS《學校1（朝鲜语：학교 (드라마)）》
- 1999年：KBS《學校2（朝鲜语：학교 2 (드라마)）》
- 1999年：KBS《太陽上升月亮出來》
- 2001年：KBS《綢緞花香木》
- 2002年：MBC《Remember》
- 2003年：KBS《青青草原》
- 2005年：KBS《復活》
- 2007年：KBS《魔王》
- 2011年：JTBC《發酵家族》
- 2013年：KBS《鯊魚》
- 2016年：tvN《記憶》
- 2019年：JTBC《美麗的世界》
- 2023年：JTBC《奇蹟的兄弟》

### 編劇作品
- 1995年：MBC《真實》
- 1998年：MBC《對於愛情》
- 2001年：MBC《想再看到他的臉》
- 2002年：MBC《Remember》

### 製作作品
- 1999年：KBS《學校1》

## 外部連結
- NAVER